# Kanton Angers-Nord
Kanton Angers-Nord (fr. Canton d'Angers-Nord) je francouzský kanton v departementu Maine-et-Loire v regionu Pays de la Loire. Tvoří ho sedm obcí.

## Obce kantonu
- Angers (severní část)
- Cantenay-Épinard
- La Meignanne
- La Membrolle-sur-Longuenée
- Le Plessis-Macé
- Montreuil-Juigné
- Saint-Lambert-la-Potherie